# Lijst van studiofaciliteiten
Deze lijst is samengesteld uit een paar van de belangrijkste, historische entertainmentstudiofaciliteiten, die zowel voor de televisie als voor het maken van films gebruikt worden. Alhoewel men altijd verwacht dat productiestudio's traditioneel in Hollywood liggen, zijn er maar weinig écht grote studio's die hun hoofdkantoor en hoofdfaciliteiten in Hollywood hebben liggen. Alleen Paramount Studios heeft als een grote productiestudio het belangrijkste productiekantoor in Hollywood liggen. Alle andere grote studio's zijn verhuisd naar plaatsen met betere belastingklimaten, waaronder Burbank en sommige studio's hebben zelfs hun eigen stedelijke blokken, waarbij je aan Century City van 20th Century Fox moet denken en Universal City van Universal Studios.

## Belangrijkste studiofaciliteiten
| Huidige naam van de studio | Vestigingsplaats    | Filmmaatschappijen                                                                                    | Oprichting | Chronologie van ontstaan |
| -------------------------- | ------------------- | --- | ---------- | --- |
| Sony Pictures Studios      | Culver City, CA     | Sony Pictures Entertainment: Columbia Pictures, TriStar Pictures, Metro-Goldwyn-Mayer, United Artists | 1915       | Triangle Pictures Studios → MGM Studios → Lorimar Studios → Sony Pictures Studios |
| Culver Studios             | Culver City, CA     | Onafhankelijk                                                                                         | 1918       | Thomas H. Ince Studios → DeMille Studios → RKO Studios Culver City → Selznick International Pictures Studios → Desilu Studios → Laird International Studio → Sony Pictures Culver Studios → Culver Studios |
| Paramount Studios          | Hollywood, CA       | Paramount Pictures, MTV Films, Nickelodeon Movies                                                     | 1913       | Paramount Studios + aangrenzende RKO Radio Pictures Studios |
| Walt Disney Studios        | Burbank, CA         | Walt Disney Pictures, Touchstone Pictures, Hollywood Pictures, Miramax                                | 1937       | Disney Brothers Cartoon Studio → Walt Disney Production Studios + Walt Disney Animation Building → Walt Disney Studios                                                                                     |
| Warner Bros. Studios       | Burbank, CA         | Warner Bros. Pictures, New Line Cinema, Turner Entertainment, Dark Castle Entertainment               | 1928       | First National Studios → Warner Bros. Studios |
| Universal Studios          | Universal City, CA  | Universal Studios, Focus Features, Rogue Pictures                                                     | 1915       | |
| 20th Century Fox Studios   | Century City, CA    | 20th Century Fox, Fox Searchlight Pictures                                                            | 1928       | Fox Film Studios → 20th Century-Fox Studios → 20th Century-Fox Studios – Century City (1961) → Fox Studios Los Angeles                                                                                     |
| Tribune Studios            | Hollywood, CA       | Onafhankelijk; televisiestudio's                                                                      | 1919       | Warner Bros. Studios → KTLA Studios → Tribune Studios |
| The Lot                    | West Hollywood, CA  | Onafhankelijk                                                                                         | 1920       | Hampton Studios → Pickford-Fairbanks Studios → United Artists Studios → Samuel Goldwyn Studios → Warner Hollywood Studios → The Lot                                                                        |
| Raleigh Studios            | Hollywood, CA       | Onafhankelijk                                                                                         | 1915       | Clune Studios → California Studio → Producers Studios Inc. → Raleigh Studios |
| Sunset-Gower Studios       | Hollywood, CA       | Onafhankelijk                                                                                         | 1921       | Columbia Pictures Studios → Sunset-Gower Studios |
| Hollywood Center Studios   | Hollywood, CA       | Onafhankelijk                                                                                         | 1919       | Howard Hughes Studio Lot → Monogram Studios → General Service Studios → Zoetrope Studio → Hollywood Center Studio                                                                                          |
| Ren-Mar Studios            | Hollywood, CA       | Onafhankelijk                                                                                         | 1915       | Metro Studios → Motion Pictures Studios → David E. Kelley Productions → Ren-Mar Studios |
| Manhattan Beach Studios    | Manhattan Beach, CA | Onafhankelijk                                                                                         | 1998       | |
| Paramount Ranch            | Agoura Hills, CA    | Paramount Pictures                                                                                    | 1927       | |